# Nanni di Baccio Bigio
Nanni di Baccio Bigio, tatsächlich Giovanni Lippi (* 1511(?) in Florenz; † 1568 in Rom) war ein Florentiner Bildhauer und Architekt.

## Leben
Bigio studierte Bildhauerei bei Raffaello da Montelupo. Zusammen mit dem Bildhauer Lorenzetto schuf er in Rom die Statue von Papst Clemens VII. für den Chor der Kirche Santa Maria sopra Minerva und eine Pietà für die Kirche Santa Maria dell’Anima sowie eine zweite Pietà für die Kirche Santo Spirito in Florenz.
Er arbeitete unter Antonio da Sangallo am Bau des Petersdom und baute später als Architekt an verschiedenen Orten Paläste und Privathäuser.
Bigio war ein Zeitgenosse von Michelangelo; er war bekannt für seine polemischen Äußerungen über Michelangelo und seine Arbeiten.

## Bauten
- Casale di San Pio V für Papst Pius V
- Santi Martino e Sebastiano degli Svizzeri, 1568
- Giardini pensili des Palazzo del Monte in Monte San Savino
- Palazzo Salviati für Kardinal Bernardo Salviati
- Palazzo Salviati alla Lungara
- Palazzo del Commendatore in Santo Spirito in Sassia, Rom, 1567
- Villa Medici (Rom), 1564–1574
- Grabmäler Papst Leos X. & Clemens VII., Marmor, Rom/S. Maria sopra Minerva, Statuen des Hl. Petrus, Hl. Paulus, Johannes des Evangelisten & Johannes des Täufers, zwei Reliefs, die beiden Papststatuen wurden von Nanni di Baccio Bigio und Raffaello da Montelupo ausgeführt, bis 1541
- Verstärkungen an den Stadtmauern von Fano (Marken) und Civitavecchia

| Personendaten    | Personendaten                                |
| ---------------- | -------------------------------------------- |
| NAME             | Bigio, Nanni di Baccio                       |
| ALTERNATIVNAMEN  | Lippi, Giovanni                              |
| KURZBESCHREIBUNG | italienischer Maler, Bildhauer und Architekt |
| GEBURTSDATUM     | um 1511                                      |
| GEBURTSORT       | Florenz                                      |
| STERBEDATUM      | 1568                                         |
| STERBEORT        | Rom                                          |